# مدرسه موسیقی منیس
مدرسه موسیقی مَـنیس (انگلیسی: Mannes School of Music؛ ‏ تلفظ آمریکایی: ‎/ˈmænɪs/‎) یک کنسرتوار موسیقی در نیو اسکول و یک دانشگاه پژوهشی خصوصی در نیویورک است که در آپر وست ساید واقع شده‌است.
این دانشگاه در سال ۱۹۱۶ توسط «دیوید منیس»، کنسرت‌مایستر فیلارمونیک نیویورک، پایه‌گذاری شد و در آغاز، «مدرسهٔ موسیقی دیوید مَـنیس» نام داشت.

## برخی استادان سرشناس
- ارنست بلوک
- آلفرد کورتو
- ماریو داویدووسکی
- جورجه انسکو
- لیلیان فاچز
- بوهوسلاو مارتینو
- میچ میلر
- چارلز نیدیش
- جرج سل
- گلن ولز
- اشتفان ولپه
- کوارتت کرونوس
- جان زورن

## برخی دانش‌آموختگان سرشناس
- برت بکراک
- لری کوریل
- بیل ایوانز
- مری راجرز
- ربکا هارکنس
- حافظ ناظری
- ماری پرایا
- جرج راکبرگ